# 토론토 링크스
토론토 링크스는 캐나다 온타리오주 토론토를 연고로 했던 캐나다의 과거 축구팀으로 1997년 창단했으며 원래 USL 퍼스트 디비전 소속이었으나 토론토 FC의 MLS 참가로 인해 2007 시즌부터 2014 시즌까지 8시즌동안 USL 리그 2에서 활동했다.